# 郭氏盲鰻
郭氏盲鰻（学名：Myxine kuoi），又名青眠鰻、無目鰻、鰻背、龍筋，为盲鰻科盲鰻屬下的一个种，分布於西北太平洋台灣海域，為深海魚類，深度約595公尺，本魚體呈圓柱狀，後半部側扁，眼睛退化為皮膚所覆蓋，無上下頷，具鰓囊6對，體長可達41公分，棲息在泥底質海域，屬肉食性，沒有交配器官，性腺位於腹膜腔內，卵巢位於性腺的前部，睾丸位於性腺的後部，若性腺的顱部發育，則動物成為雌性；若性腺的尾部發生分化，則動物成為雄性，生活習性不明。。